# Euglypta megaspilota
Euglypta megaspilota är en skalbaggsart som beskrevs av Wallace 1867. Euglypta megaspilota ingår i släktet Euglypta och familjen Cetoniidae. Inga underarter finns listade i Catalogue of Life.